# Castell de Llauró
El Castell de Llauró era un castell medieval d'estil romànic del segle x situat en el poble de Llauró, de la comuna del mateix nom, a la comarca del Rosselló (Catalunya del Nord).
El castell, quasi del tot desaparegut, era en el punt més alt del poble vell de Llauró, integrat en la mateixa cellera primigènia d'aquest poble.

## Història
Llauró, sota la forma villa Laurosone és esmentat ja el 814 com un dels límits de Ceret, en un precepte de Lluís el Pietós. Entre el segle ix i l'XI, són diverses les formes que adopta el nom del poble: villa Lauresono (899), Laurisoni (1010), Laursione (1011), villa Lersione (1017), Lorso (1084), Laurosono/Laursono (1139)... Diverses autoritats eclesiàstiques tingueren alous i possessions a Llauró al llarg de l'Edat Mitjana (Sant Salvador de Besalú, el bisbe d'Elna, però des del 1163, a partir d'una butlla papal d'Alexandre III on confirmava la donació de l'església de Sant Martí al monestir de Santa Maria del Camp feta abans pel bisbe d'Elna Udalgar de Castellnou, Llauró restà cada cop més unit al monestir proper del Camp.
A finals del segle xii està documentada la família Llauró: Pere de Laurono signa el 1197 entre els senyors de Cortsaví, els de Termes i l'abat d'Arles. El 1272 encara consta com a senyoria particular. Beatriu de Llauró i la seva filla Blanca, muller de Bertran d'Illa, es declaren vassalls del vescomte Guillem IV de Castellnou, i hi esmenten el castell i la força de Llauró. A finals del segle xiii el senyoriu de Llauró anà a parar a mans de Berenguer Bernat de Ceret, el qual, en el seu testament, posava en venda el lloc de Llauró. Comprat pels seus ciutadans, el 1273 nomenaren senyor del lloc l'infant Jaume de Mallorca, futur rei Jaume II de Mallorca, el Bon Rei. Des d'aquell moment i fins a la fi de l'Antic règim, Llauró fou vila reial.

## Característiques
En l'actualitat les escadusseres restes del Castell de Llauró són integrades en les parets de les cases de la part més enlairada del poble.